# Poa talamancae
Poa talamancae es una especie botánica de pastos de la subfamilia Pooideae. Es originaria de Centroamérica.

## Descripción
Planta perenne densamente cespitosa. Tiene tallos de 20-60 cm, erectos. Hojas escabriúsculas; lígula hasta 2 mm; láminas 3-14 cm x 2-4 mm, aplanadas, las láminas basales suaves, patentes. Panícula 8-11 x 2-6 cm, abierta, piramidal; ramas 1-2 en el nudo más inferior, patentes, desnudas en los 2/3 inferiores. Espiguillas 4.5-6 mm, adpresas; gluma inferior 1.8-2.9 mm, 1-nervia; gluma superior 2.3-3.4 mm, 3-nervia; flósculos 2-3; lemas 3.1-4.1 mm, 5-nervias, la quilla inferior y las nervaduras marginales ciliadas, el callo generalmente lanoso, a veces glabro; páleas escabrosas en las quillas.

## Distribución y hábitat
Se encuentra en páramos abiertos a una altitud de 3300-3500 metros. Endémica de Costa Rica.

## Taxonomía
Poa talamancae fue descrita por Richard Walter Pohl y publicado en Fieldiana, Botany 38(2): 8, f. 3. 1976.
Etimología
Poa: nombre genérico derivado del griego poa = (hierba, sobre todo como forraje).
talamancae: epíteto